# Prenj
Prenj är en bergskedja i Bosnien och Hercegovina.   Den ligger i entiteten Federationen Bosnien och Hercegovina, i den södra delen av landet, 50 km sydväst om huvudstaden Sarajevo.
Omgivningarna runt Prenj är en mosaik av jordbruksmark och naturlig växtlighet. Runt Prenj är det ganska tätbefolkat, med 93 invånare per kvadratkilometer.